# San Luca (Marostica)
San Luca (talvolta Crosara San Luca per distinguerla da Crosara San Bortolo, ovvero Crosara) è una frazione del comune italiano di Marostica, in provincia di Vicenza.

## Geografia fisica

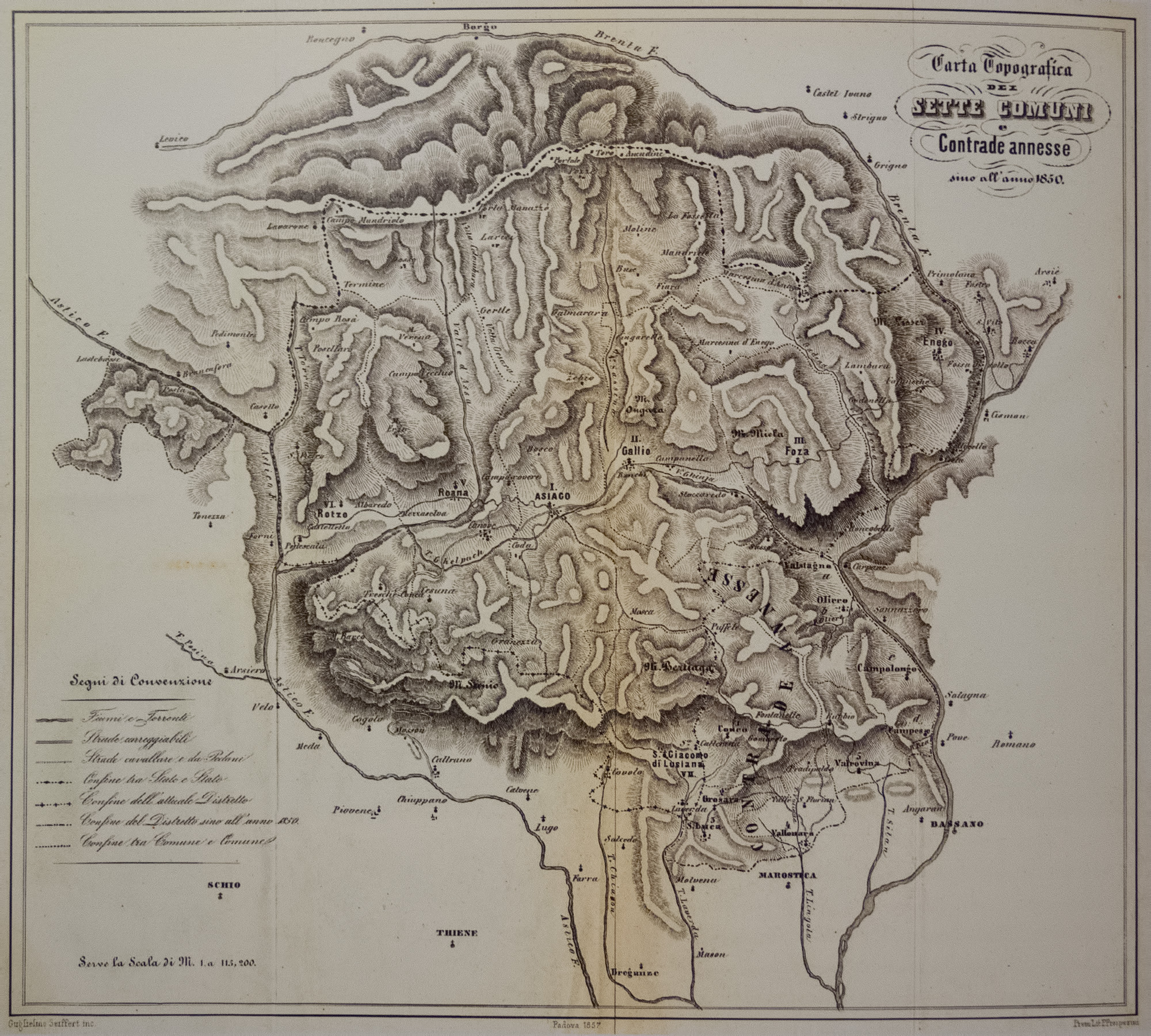
Il territorio di San Luca all'interno dei confini dei Sette Comuni in una cartina del 1850

Localizzata a nordovest del centro storico, si trova sulla dorsale del colle delle Volpare (uno dei modesti rilievi che precedono l'altopiano dei Sette Comuni), dominando da est la valle del Laverda e da ovest la valle d'Inverno.

## Storia
La prima citazione della località è contenuta in un documento del 1267 (Sancti Luce de Marostica), in cui è ricordato il priore loci a testimoniare, forse, la presenza di un ospizio lungo la strada Marostica-Asiago.
Come le altre frazioni collinari del marosticense, San Luca fu per molto tempo parte della Federazione dei Sette Comuni. Ancora in epoca contemporanea fu frazione del comune di Crosara, poi soppresso e unito a Marostica nel 1938.

## Monumenti e luoghi d'interesse

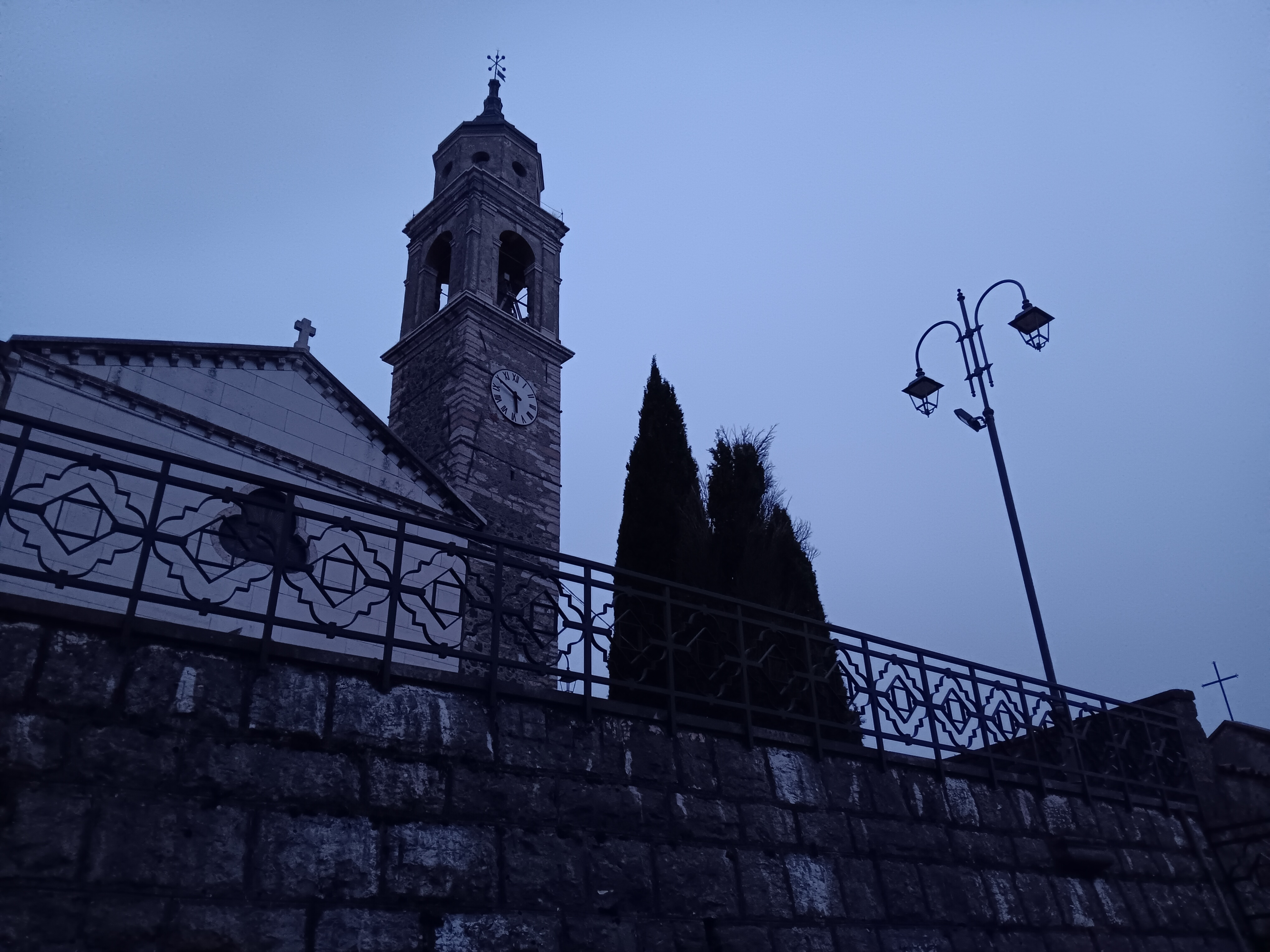
Chiesa dei Santi Giovanni e Luca

### Chiesa Parrocchiale

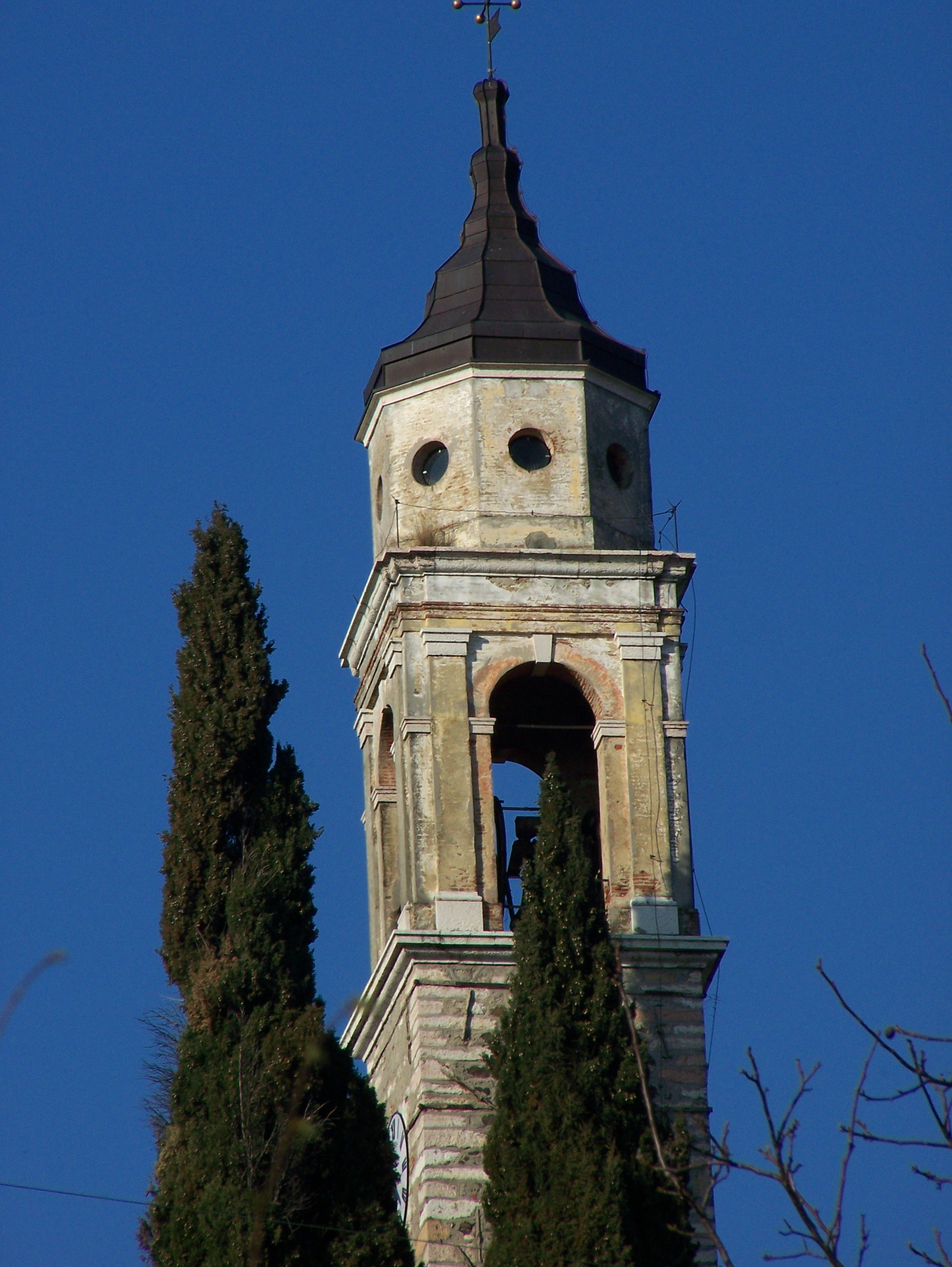
Campanile di San Luca

È riportata per la prima volta nella decima papale del 1297 (ecclesia S. Luce) come dipendenza della pieve di Marostica. Nel 1488, in occasione della visita pastorale del vescovo Pietro Barozzi, si cita l'ecclesia Johannis Evangeliste sita in plebem Marosticae, posita in contracta S. Luce, ad indicare che la più antica chiesa di San Luca, che aveva dato nome al villaggio, era stata sostituita da un'altra chiesa dedicata a San Giovanni. In seguito le furono assegnati entrambi i patroni.
Nella stessa visita pastorale, il vescovo trovò la chiesa "umile e piccola", pertanto ne ordinò la ricostruzione che fu ultimata nel 1494. Si ebbe un secondo rifacimento nella prima metà del Settecento, mentre gli ultimi restauri si sono svolti nella seconda metà del Novecento.
L'opera più importante è senza dubbio pala dell'altare dell'Addolorata, lavoro giovanile di Jacopo Bassano. Raffigurante la Deposizione di Cristo, fu realizzata tra il 1532-38 su commissione della locale confraternita di Santa Maria che beneficò, forse, del lascito testamentario del parroco Francesco Nichele. Durante la seconda guerra mondiale fu messa al riparo nella Basilica del Santo e nel 1981 fu trafugata (venne ritrovata poco dopo). Dopo il restauro del 1986 è stata esposta in numerose mostre.
Vanno citati anche un dipinto secentesco di scuola veneta con la Madonna con Bambino e i santi Giovanni e Luca e un affresco novecentesco con la Resurrezione di Cristo di Orlando Sorgato. Di pregio anche la via Crucis in maiolica dipinta, di Gigi Carron (1980).